# Klaus Geldmacher
Pour les articles homonymes, voir Geldmacher.
Klaus Geldmacher, né le 25 janvier 1940 à Francfort (Allemagne), est un artiste textile allemand.

## Biographie
Klaus Geldmacher étudie la psychologie et la pédagogie de 1964 à 1970 art à la Hochschule für bildende Künste Hamburg. En 1968, il participe à la documenta IV. La même année, il est membre de la coopérative d'artistes CO-OP, à Hambourg, qui souhaitait commercialiser ses œuvres sans passer par le commerce de l'art. Déjà président de l'AStA à Hambourg, Geldmacher tente en 1969, dans la galerie Der Spiegel de Cologne, de faire son propre calcul du prix dans l'exposition Kunst als Ware. À partir de 1972, il exerce, en plus de son travail artistique, sa politique culturelle au sein du SPD. Klaus Geldmacher est, de 1972 à 1973, directeur général de l'Internationale Gesellschaft der Bildenden Künste (de) (IGBK) et de 1973 à 1974 directeur général du Deutscher Künstlerbund.

## Travaux (sélection)
- 1968 : Projekt Geldmacher - Mariotti, documenta 4, Kassel, avec Francesco Mariotti